# Eparchia di Petropavlovsk-Kamčatskij

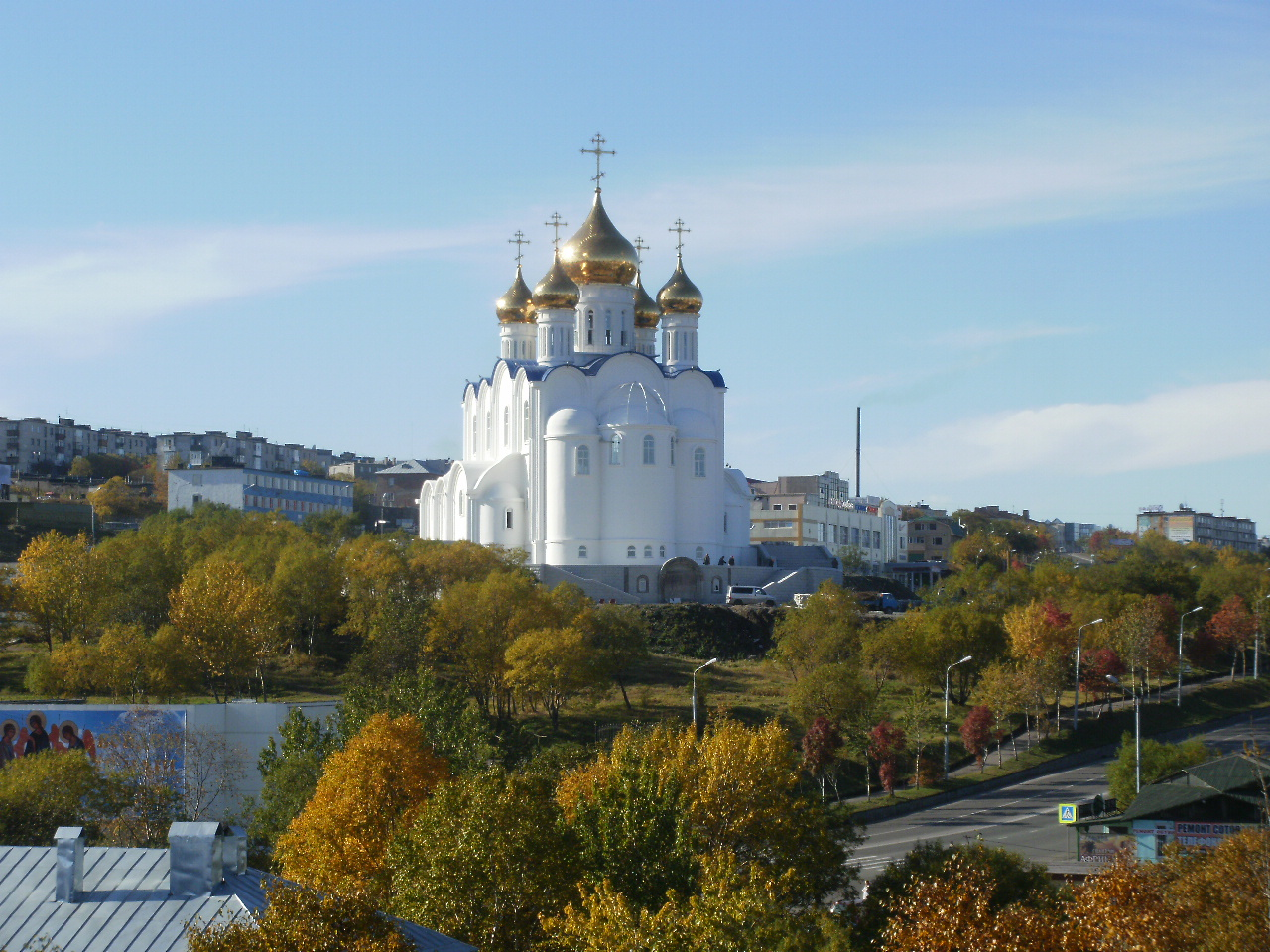
La cattedrale della Santissima Trinità di Petropavlovsk-Kamčatskij.

L'eparchia di Petropavlovsk-Kamčatskij (in russo Петропавловская епархия?) è una diocesi della Chiesa ortodossa russa.

## Territorio
L'eparchia comprende il Territorio della Kamčatka nel circondario federale dell'Estremo Oriente.
Sede eparchiale è la città di Petropavlovsk-Kamčatskij, dove si trova la cattedrale della Santissima Trinità.
L'eparca ha il titolo ufficiale di «eparca di Petropavlovsk-Kamčatskij e Kamčatka».

## Storia
L'eparchia è stata eretta il 1º dicembre 1840 per separazione dall'eparchia di Irkutsk. La prima sede eparchiale si trovava a Sitka, sull'isola di Baranof in Alaska, quando questo territorio faceva parte dell'impero russo. In seguito la sede fu spostata più volte in diverse località. Quando la sede fu trasferita a Blagoveščensk, l'eparchia assunse questo nome.
Un'eparchia indipendente fu restaurata dal Santo Sinodo della Chiesa ortodossa russa il 23 febbraio 1993.